# Агентно-орієнтована модель у біології
Агентно-орієнтовані моделі мають багато застосувань в біології через особливості методу моделювання. Агентно-орієнтоване моделювання базується на правилах та комп'ютерному моделюванні. Це методологія, яка фокусується на правилах і взаємодії окремих компонентів або агентів системи. Мета методу полягає в генерації популяцій компонентів системи інтересів і моделюванні їх взаємодії у віртуальному світі. Деякі характеристики агентно-орієнтованих моделей є важливими для біологічного дослідження, наприклад: 
1. Модульна структура: поведінка агентно-орієнтованої моделі визначається правилами своїх представників. Існуючі правила представників можуть бути зміненими або нові представники можуть бути додані без необхідності зміни всієї моделі.
2. Емерджентні властивості: завдяки використанню окремих представників, які взаємодіють локально з правилами поведінки, розв'язок агентно-орієнтованої моделі полягає у взаємодії, що призводить до більш високого рівня поведінки ніж у кожного окремого агента.[2]
3. Абстракція: проявляється 2 шляхами: 1) шляхом виключення несуттєвих деталей 2) шляхои виключення моделей (коли деталі відсутні, представники можуть бути побудовані за відсутності повного знання досліджуваної системи). Це дозволяє моделі бути максимально простою і піддатись перевірці, наскільки це можливо
4. Стохастичність: біологічні системи демонструють поведінку, що здається випадковим. Ймовірність певної поведінки можуть бути визначені для системи в цілому, а потім бути переведені на правила для індивідуальних агентів

## Інвазій лісових комах
В документі під назвою "Досліджуючи методи управління лісовим господарством, використовуючи агентно-орієнтовані моделі лісових комах-шкідників", агентно-орієнтована модель була розроблена, щоб імітувати атаку гірсько-соснового жука(ГСЖ), Dendroctonus ponderosae, для того, щоб оцінити, як різні заготовки впливають на просторові характеристики лісу та просторового поширення ГСЖ інвазії з плином часу. близько двох третин землі в Британській Колумбії, Канаді вкрита лісами, які постійно змінюються під впливом природних явищ, таких як пожежа, хвороби та ураження комахами. Лісові ресурси становлять близько 15% галузі економіки, тому інвазії, викликані комахами(такими як ГСЖ) можуть мати значний вплив на економіку. Спалахи ГСЖ вважаються великим стихійним лихом, яке може призвести до загибелі скрученої сосни, одиного з найбагатших комерційних деревніх порід у Британській Колумбії. Такі спалахи комах призвели до загибелі дерев на території близько кількох тисяч квадратних кілометрів.

## Інвазивні види
Агентно-орієнтована модель, розроблена для дослідження, включає три типи представників: інвазивні види, імпортери та прикордонні органи. У моделі, інвазивні види можуть реагувати тільки на своє оточення, в той час як імпортери та  представники прикордонного контролю мають можливість самостійно приймати рішення на основі власних цілей і завдань. Інвазивні види мають можливість визначити, чи вони були випущені в приміщенні,  і поширювались на сусідні ділянки цільового врожаю. Модель включає в себе просторову ймовірність на картах, які використовуються, щоб визначити, що інвазійний вид буде створений. Дослідження було сфокусовано на постачання броколі з Мексики до Каліфорнії через порти введення Калексико, Каліфорнія і Отай Меса, Каліфорнія. Серед інвазивних видів, що викликають занепокоєння, є розп'яття блішки (Phyllotreta хрестоцвіті). Каліфорнія є найбільшим виробником брокколі в Сполучених Штатах і тому занепокоєння і потенційний вплив інвазивних видів через обрані порти є значним.

## Динаміка населення попелиці
У статті під назвою "Тля: демографічна динаміка в аграрних ландшафтах: Агентно-орієнтована Імітаційна модель", агентно-орієнтована модель представлена для вивчення динаміки чисельності черемхо-вівсяної попелиці, Rhopalosiphum PADI . Дослідження проводилося в п'ять квадратних кілометрів в Північному Йоркширі, графстві, розташованому в Йоркшир, і Хамбер, регіоні Англії. Агентно-орієнтований метод моделювання був обраний через його акцент на поведінці окремих представників, а не населення в цілому. Автори припускають, що традиційні моделі, які орієнтовані на населення в цілому не враховують складність паралельних взаємодій в екосистемах, таких як відтворення і конкуренція за ресурси, яка може чинити істотний вплив на демографічні тенденції. Агент-орієнтоване моделювання підхід також дозволяє моделлер для створення більш універсальні і модульні моделі, які є більш гнучкими і їх легше підтримувати, ніж моделювання підходи, які орієнтовані на населення в цілому. Інші переваги пропонованої агентій моделі включають в себе реалістичні уявлення про феномен інтересу за рахунок взаємодії групи автономних агентів, а також можливість інтеграції кількісних змінних, диференціальні рівняння і правила поведінки, заснованого на ту ж модель.